# José Raúl García
José Raúl García Gonzales (13 marzo 2004) è un calciatore honduregno, difensore del Lobos UPNFM e della nazionale honduregna.

## Carriera

### Club
Cresciuto nel settore giovanile del Olimpia, ha debuttato in prima squadra nel corso della stagione 2023-2024 della massima divisione honduregna. Nel 2024 è stato acquistato dal Lobos UPNFM.

### Nazionale
Ha debuttato con la nazionale honduregna il 16 marzo 2025 nell'incontro amichevole perso 2-1 contro il Guatemala.
Nel 2025 è stato incluso nella lista dei convocati per la CONCACAF Gold Cup 2025.

## Statistiche
Statistiche aggiornate al 16 giugno 2025.

### Presenze e reti nei club
| Stagione        | Squadra         | Campionato      | Campionato | Campionato | Coppe nazionali | Coppe nazionali | Coppe nazionali | Coppe continentali | Coppe continentali | Coppe continentali | Altre coppe | Altre coppe | Altre coppe | Totale | Totale | Totale |
| Stagione        | Squadra         | Comp            | Pres       | Reti       | Comp            | Pres            | Reti            | Comp               | Pres               | Reti               | Comp        | Pres        | Reti        | Pres   | Reti   |        |
| --------------- | --------------- | --------------- | ---------- | ---------- | --------------- | --------------- | --------------- | ------------------ | ------------------ | ------------------ | ----------- | ----------- | ----------- | ------ | ------ | ------ |
| 2023-2024       | Chalatenango    | LN              | 1          | 0          | -               | -               | -               | -                  | -                  | -                  | -           | -           | -           | 1      | 0      |        |
| 2024-2025       | Lobos UPNFM     | LN              | 25         | 0          | -               | -               | -               | -                  | -                  | -                  | -           | -           | -           | 25     | 0      |        |
| Totale carriera | Totale carriera | Totale carriera | 26         | 0          |                 | -               | -               |                    | -                  | -                  |             | -           | -           | 26     | 0      |        |

### Cronologia presenze e reti in nazionale
| Cronologia completa delle presenze e delle reti in nazionale ― Honduras | Cronologia completa delle presenze e delle reti in nazionale ― Honduras | Cronologia completa delle presenze e delle reti in nazionale ― Honduras | Cronologia completa delle presenze e delle reti in nazionale ― Honduras | Cronologia completa delle presenze e delle reti in nazionale ― Honduras | Cronologia completa delle presenze e delle reti in nazionale ― Honduras | Cronologia completa delle presenze e delle reti in nazionale ― Honduras | Cronologia completa delle presenze e delle reti in nazionale ― Honduras |
| Data                                                                    | Città                                                                   | In casa                                                                 | Risultato                                                               | Ospiti                                                                  | Competizione                                                            | Reti                                                                    | Note                                                                    |
| ----------------------------------------------------------------------- | ----------------------------------------------------------------------- | ----------------------------------------------------------------------- | ----------------------------------------------------------------------- | ----------------------------------------------------------------------- | ----------------------------------------------------------------------- | ----------------------------------------------------------------------- | ----------------------------------------------------------------------- |
| 16-3-2025                                                               | Fort Lauderdale                                                         | Honduras                                                                | 1 – 2                                                                   | Guatemala                                                               | Amichevole                                                              | -                                                                       | 56’ 90’                                                                 |
| 21-3-2025                                                               | Hamilton                                                                | Bermuda                                                                 | 3 – 5                                                                   | Honduras                                                                | Gold Cup 2025 - Play-Off                                                | -                                                                       | 86’                                                                     |
| 25-3-2025                                                               | Tegucigalpa                                                             | Honduras                                                                | 2 – 0                                                                   | Bermuda                                                                 | Gold Cup 2025 - Play-Off                                                | -                                                                       | 84’                                                                     |
| Totale                                                                  |                                                                         | Presenze                                                                | 3                                                                       |                                                                         | Reti                                                                    | 0                                                                       |                                                                         |

## Palmarès

### Club

#### Competizioni nazionali
- Campionato honduregno: 4

Olimpia: Apertura 2022, Clausura 2023, Apertura 2023, Clausura 2024

#### Competizioni internazionali
- CONCACAF League: 1

Olimpia: 2022